# Дайна Тайминя
Дайна Яновна Тайминя (на латвийски: Daina Taimiņa), родена на 19 август 1954 година, е латвийска математичка, асоцииран професор в Корнелския университет, известна с трудовете си в областта на хиперболичните пространства и оригиналния ѝ метод за визуализирането им чрез плетива на една кука.

## Биография
Тайминя получава формалното си образование в Рига, където през 1977 година се дипломира с отличие от Латвийския университет в специалността теоретична информатика и подготвя докторския си тезис под ръководството на проф. Русинш Мартинщ Фрейвалдс през 1990 г. По това време в Латвия практиката е докторантурата да бъде защитена в чужбина, затова Тайминя защитава своята в Института по математика към Беларуската национална академия на науките. След като Латвия придобива независимостта си през 1991 година, тя получава доктората си по математика и в Латвийския университет.
През декември 1996 г. Дайна Тайминя постъпва на работа в катедрата по математика на Корнелския университет. Посещавайки семинар по геометрия през 1997 година, тя вижда крехките хартиени модели на хиперболични равнини, проектирани от геометъра Уилям Търстън. Решава да направи по-издръжливи модели, като ги изплете на една кука. Благодарение на успеха на моделите ѝ, тя получава покана заедно със съпруга ѝ Дейвид Хендерсън, професор по математика също в Корнел, да изнесат доклад на семинара. Изплетените на една кука математически модели по-късно намират място в три учебника по геометрия, които съпрузите пишат, най-известният от които е Experiencing Geometry: Euclidean and non-Euclidean with History.
Иновативната визуализация, предложена от Тайминя, е забелязана от Лосанджелиския институт за популяризиране на науката „Institute For Figuring“, и тя получава различни покани да говори за хиперболичната геометрия и връзката ѝ с природата пред обща аудитория, пред деца и пред хора на визуалните изкуства. През юни 2005, работите ѝ са за първи път показани като експонати от арт изложбата Not The Knitting You Know в галерия във Вашингтон. Оттогава Тайминя редовно участна в различни изложби в САЩ, Великобритания, Латвия, Италия, Белгия, Ирландия. Нейни произведения са собственост на няколко частни колекции, на колежи и университети и в колекциите на Музея Смитсониън, Националния музей по дизайн „Копър-Хюит“ и Института „Анри Поанкаре“.
Творбите ѝ имат широк прием и в медиите: списание „New Scientist“, списание „Discover“, вестник „The Times“, списание „Cabinet“, вестник „Los Angeles Times“ и други.
Книгата на Тайминя от 2009 година „Приключения на една кука в хиперболичните равнини“ (Crocheting Adventures with Hyperbolic Planes, ISBN 978-1-56881-452-0) печели приза на Bookseller/Diagram за най-странно заглавие на годината. През 2012 година Тайминя печели книжната награда „Ойлер“ на Американската математическа асоциация.